# Wallfahrtskirche Maria im Sand (Dettelbach)

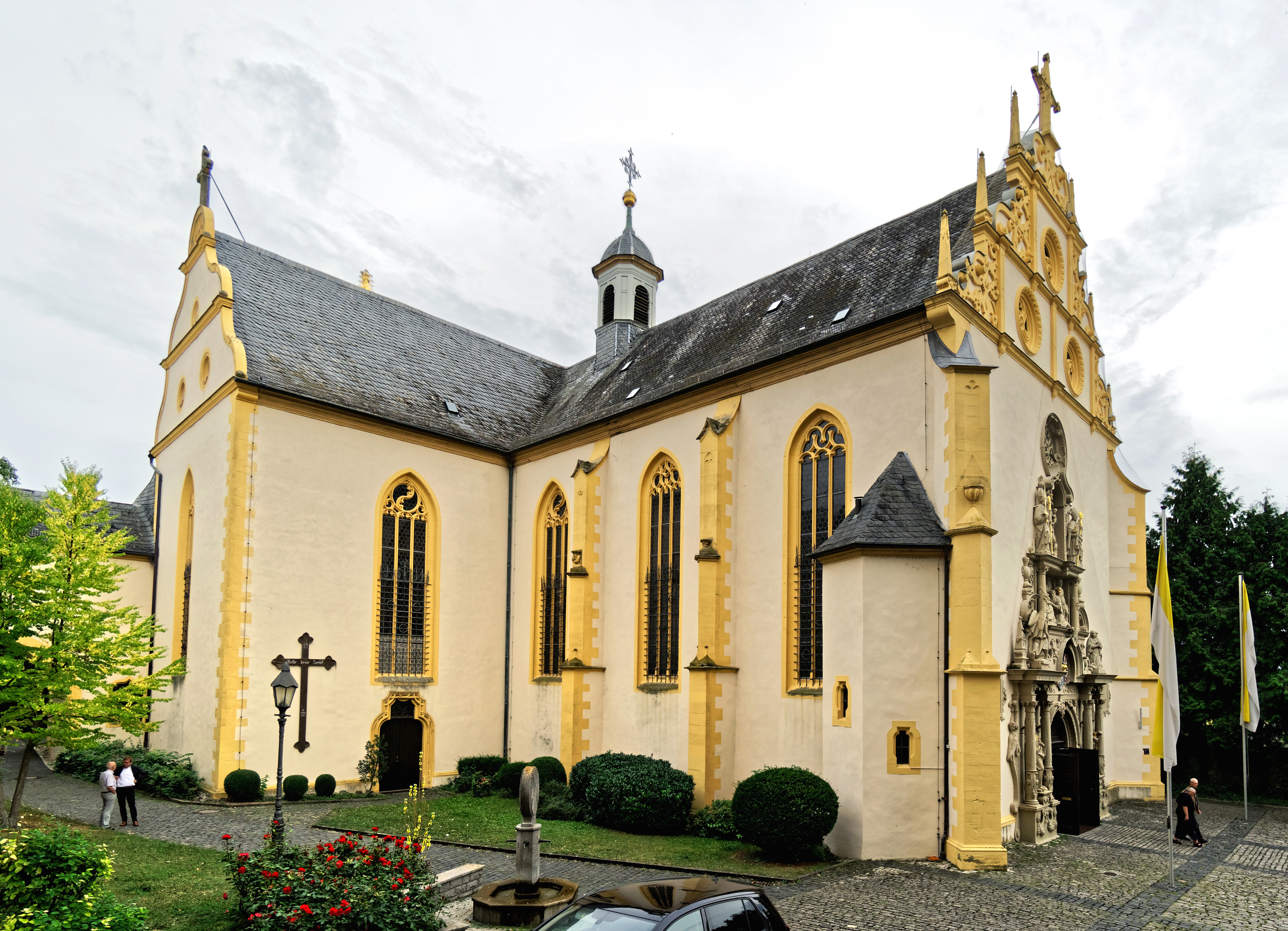
Westgiebel und Querhaus der Wallfahrtskirche in Dettelbach

Maria im Sand (auch Maria in arena; Maria in vineis) ist eine Wallfahrtskirche in der Stadt Dettelbach im Landkreis Kitzingen (Bayern). Die Wallfahrtstradition vor Ort geht auf das beginnende 16. Jahrhundert zurück und hatte zunächst einen angeblich wundertätigen Bildstock zum Ziel. Im 17. Jahrhundert ließ der Würzburger Fürstbischof Julius Echter von Mespelbrunn die heutige Kirche errichten und förderte die Wallfahrt, die noch heute die bedeutendste im Bistum Würzburg ist.

## Geschichte

### Vorgängerbauten

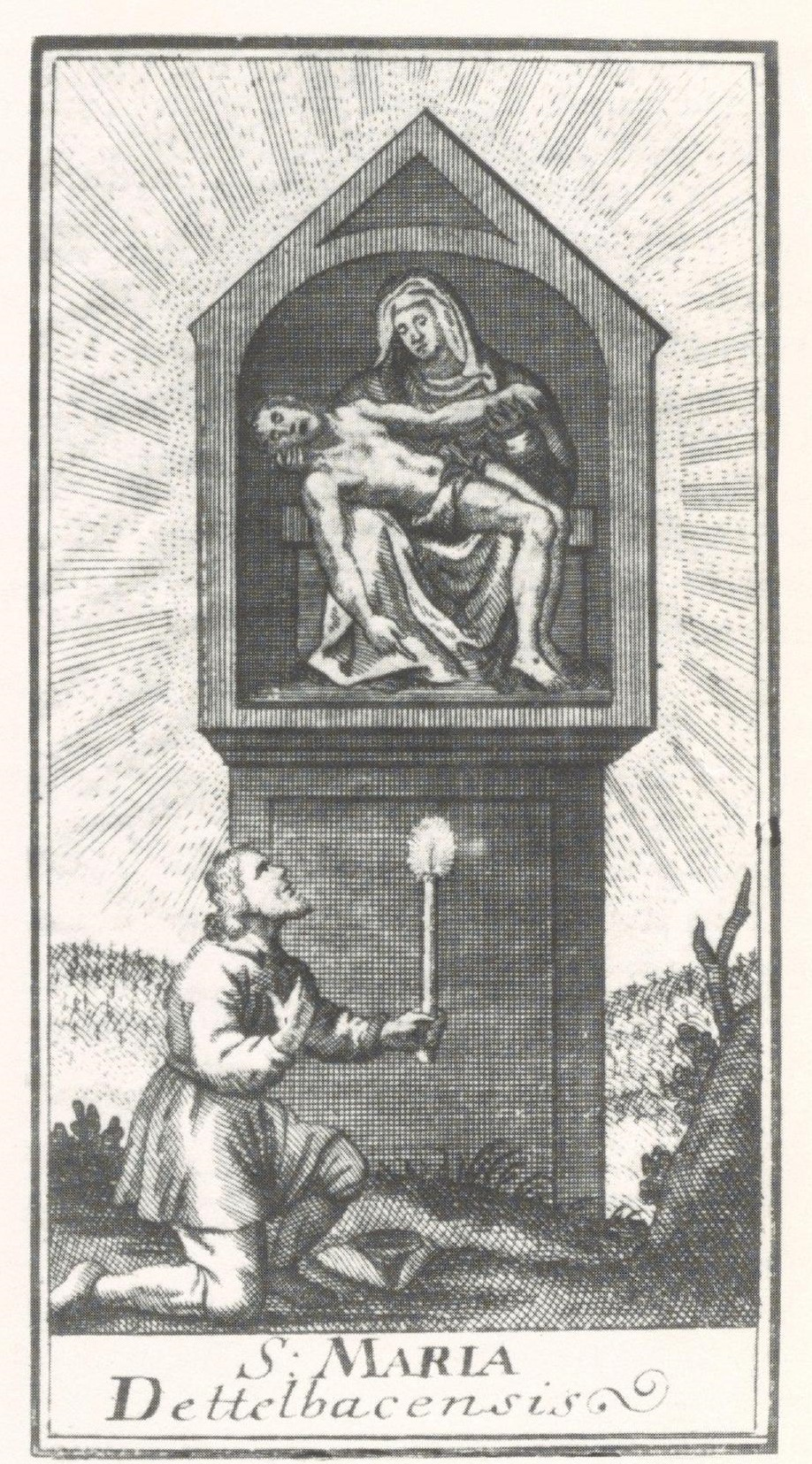
Nikolaus Lemmerer vor dem wundertätigen Bildstock, 18. Jh.

Der Bau der Wallfahrtskirche hängt eng mit den Wundern zusammen, die sich an einem Bildstock im Osten der Gemarkung Dettelbachs ereigneten. Das erste Wunder ist im Jahr 1505 nachzuweisen. Damals soll der nach einer Kirchweihrauferei gelähmte Nikolaus Lemmer (auch Lemmerer) aus dem heute im Landkreis Bamberg gelegenen Melkendorf (wohl Melkendorf (Litzendorf)) eine Vision gehabt haben. Er pilgerte zu dem Dettelbacher Bildstock, entzündete eine Kerze und gesundete sehr schnell. In der Folgezeit entstand eine Wallfahrt, die, mit Unterbrechung durch die Reformation, bis heute Bestand hat. (siehe auch: Wallfahrt)
Nachdem immer mehr Gläubige nach Dettelbach zogen, umgab der Stadtrat den Bildstock mit einer kleinen, hölzernen Kapelle, die auch der Abt des Würzburger Schottenklosters Johannes Trithemius in seiner Wundersammlung von Dettelbach 1511 beschrieb. Über die Vorgängerbauten der heutigen Wallfahrtskirche ist die Literatur uneins. Bereits 1506 soll Fürstbischof Lorenz von Bibra die einsetzende Wallfahrt durch den Neubau eines Gotteshauses gefördert haben, die Inschrift mit dem bischöflichen Wappen hat sich im Inneren der heutigen Kirche erhalten.
Der Bau könnte allerdings erst unter Bibras Nachfolger Konrad II. von Thüngen fertiggestellt worden sein und wurde wohl durch die Spenden der Wallfahrer und des Bischofs gemeinsam finanziert. Die Kapelle wurde mit einem Tympanon aus dem Umfeld Tilman Riemenschneiders verziert, der sich heute im Museum für Franken auf der Würzburger Festung Marienberg befindet. Überreste der ersten Kapelle sind eventuell in den Rippengewölben des Turmuntergeschosses erhalten. Sie erinnern an die Gewölbe der Karlstädter Andreaskirche, sowie der Westempore von Königshofen.
Der Aufschwung der Wallfahrt war zunächst nicht von langer Dauer, weil die Reformation in Dettelbach starken Zulauf fand. Zwar war die Kirche bei einer Visitation im Jahr 1573 weitgehend intakt, allerdings besuchten viele Dettelbacher den lutherischen Gottesdienst in den Dörfern der Umgebung. Der Würzburger Julius Echter von Mespelbrunn forcierte die Gegenreformation. Er erkannte den Nutzen, den die Wallfahrt nach Dettelbach hierfür haben könnte. Zunächst wurden die Dettelbacher durch Zwangsmaßnahmen zur katholischen Lehre zurückgebracht.

### Der Neubau (1608–1613)
Bereits im Jahr 1608 begann der Fürstbischof mit dem Bau einer größeren Wallfahrtskirche. Noch im selben Jahr hatte man in den vorhandenen Kapellenbau neue Fenster einbauen lassen, für die der Iphöfer Handwerker Adam Zwinger entlohnt wurde. Die Wallfahrtskirche wurde mit einer komplizierten Bauorganisation geplant. Als Bauherr trat der Würzburger Fürstbischof auf. In Dettelbach hatten der fürstbischöfliche Keller Bartholomäus Schönkapp und der Wallfahrtspfleger Jakob Körner die Bauaufsicht. Als Vertreter von Julius Echter fungierte der Dettelbacher Spitalmeister Peter Müller. Er leitete die Befehle an die Verantwortlichen weiter.
Am 9. April 1611 unterschrieb der Maurermeister Lazaro Agostino einen Vertrag, der ihn verpflichtete nach der bereits vorliegenden Skizze zu arbeiten. Zu diesem Zeitpunkt war man bereits mit der Aufmauerung des Querflügels beschäftigt. Als Steinmetzen zog man, neben Adam Zwinger, den Volkacher Jobst Pfaff heran, der bereits das Schloss in Gaibach neu errichtet hatte. Noch 1611 machten erste Schwierigkeiten am Bau die Änderung der Pläne erstmals notwendig. Im August des Jahres 1611 begann man das Vierungsgewölbe zu bauen.
Obwohl es zwischen Agostino und dem Würzburger Fürstbischof in den folgenden Monaten immer wieder zu Auseinandersetzungen über den genauen Bauablauf kam, wurde in einem Baubericht vom 19. März 1612 bereits eine Zwischenbilanz gezogen. Die Langhausmauer steht bereits bis auf eine Höhe von mehreren Metern. Nachdem sich Pfaff krankheitsbedingt aus dem Projekt zurückziehen musste, übernahm der Kitzinger Maurer Peter Meurer die Arbeiten. Bis Ende Mai wurde am Langhausdach gearbeitet, sodass der alte Gnadenaltar aus der Kapelle vor Regen geschützt, untergestellt werden konnte.
In den folgenden Monaten tauchte erstmals der Forchtenberger Künstler Michael Kern in Zusammenhang mit der Wallfahrtskirche auf. Er hatte dem Fürstbischof ein Angebot für das Westportal unterbreitet. Zugleich wurden in den Rechnungen nun auch viele andere Handwerker genannt, weil es nun galt den Innenraum zu tünchen oder den Turmknauf aufzurichten. Bis zum 13. August schienen die Arbeiten an der Kirche wie geplant voran zu gehen. Allerdings meldete Peter Müller am 18. August 1612 nach Würzburg, dass das westliche Langhausjoch am frühen Morgen eingestürzt sei.
Deshalb arbeitet man auch noch 1613 an der Kirche. Bis Ende Januar waren die Gewölberippen versetzt worden. Der Einsturz machte einige Anpassungen an den bestehenden Plänen notwendig, weswegen in der Folgezeit viele schriftliche Auseinandersetzungen zwischen dem Fürstbischof und einzelnen Handwerkern vorliegen. Der Bau der Kirche hatte Kosten von 15.000 Gulden verursacht. Am 8. September 1613 konnte die Wallfahrtskirche vom Würzburger Weihbischof Eucharius Sang konsekriert werden. Julius Echter war unter den Gästen und ließ alle Anwesenden, angeblich 4.000 Menschen, mit Speisen versorgen, darunter auch lutherische Bewohner der Umgebung.

### Kirche und Kloster
Der Plan des Julius Echter, mit dem Neubau auch die Wallfahrt wiederzubeleben, ging auf. Im Jahr 1616 rief der Fürstbischof mehrere Franziskanerpatres aus der Oberdeutschen (Straßburger) Ordensprovinz Argentina nach Dettelbach und baute neben der Kirche ein Kloster des Ordens auf. Die Franziskaner waren fortan für die Betreuung der Pilger vor Ort zuständig. Im Jahr 1629, während des Dreißigjährigen Krieges, sind bereits 12.987 Hostien an die Wallfahrer ausgegeben worden und es wurden insgesamt 3.459 Messen in der neuen Kirche gefeiert.

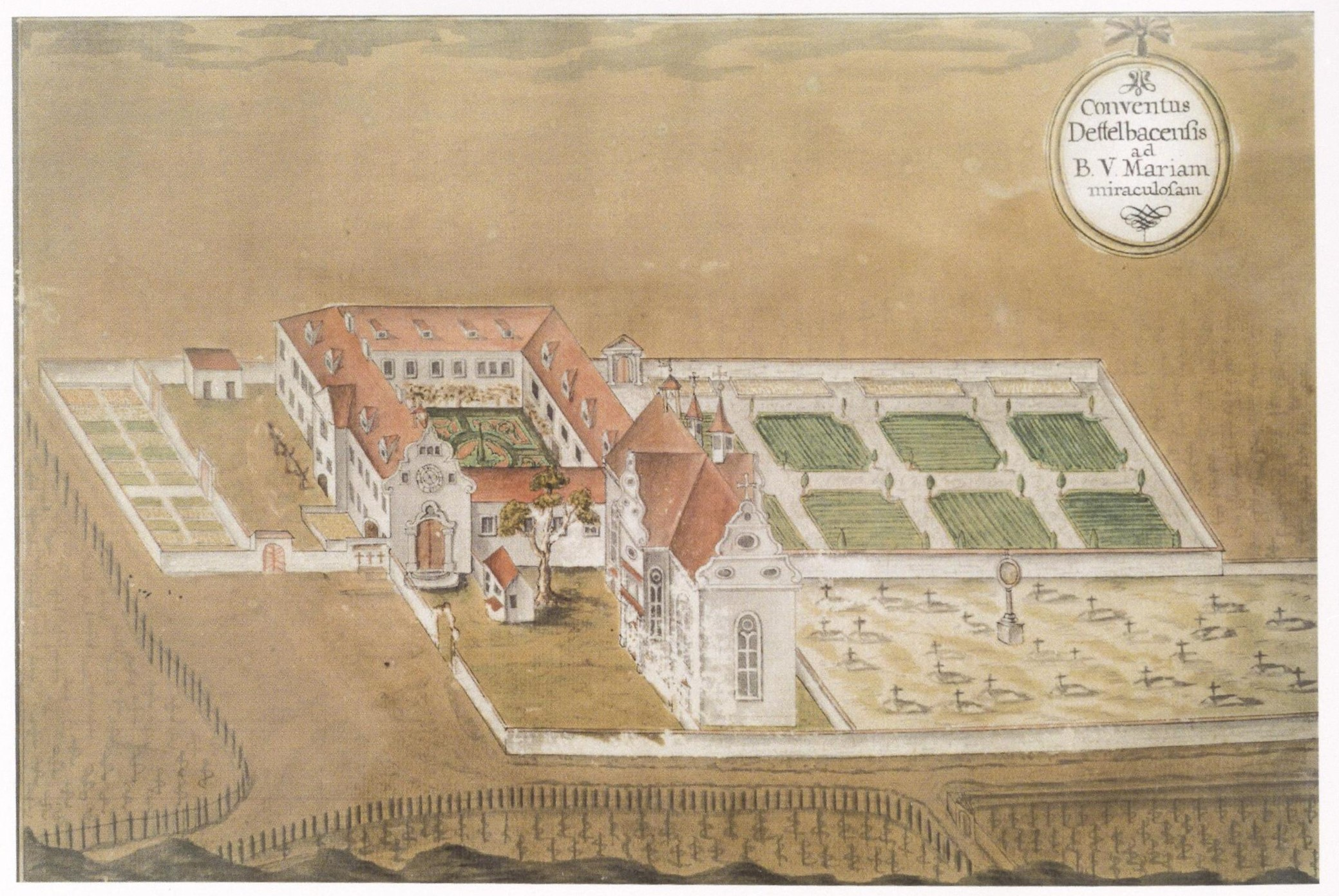
Kirche und Kloster auf einer Zeichnung des 18. Jahrhunderts

Zwei Jahre später wurde die Wallfahrtskirche von den protestantischen Schweden ausgeraubt, die Dettelbach zeitweise zu ihrem fränkischen Hauptquartier machten. Die Wallfahrt blieb bestehen und für 1634 ist die Anwesenheit des späteren Kaisers Ferdinand III. in Dettelbach nachzuweisen. Er besuchte eine heilige Messe in der Kirche und brachte der Muttergottes ein Opfer dar. Erst nach dem Ende des langen Krieges konnte die Ausstattung des Gotteshauses ergänzt werden. 1659 erhielt das nördliche Seitenschiff einen eigenen Chor, 1666 weihte man einen neuen Hochaltar.
Während des gesamten 18. Jahrhunderts hindurch erlebte die Wallfahrt in die Sandkirche eine Blüte. Erst 1796 zogen Franzosen während der Revolutionskriege durch den Ort. Die Kirche entging nur knapp einer Plünderung. In den Quellen ist davon die Rede, dass mehrere französische Soldaten das Gotteshaus bereits als Stall für ihre Pferde ausersehen hatten, aber ihre Meinung änderten, als sie das wundertätige Muttergottesbild im Gnadenaltar erblickten. Obwohl das Kloster in dieser Zeit häufig von Einquartierungen fremder Truppen bedroht war, blieb die Kirche davon verschont.
Obwohl der Franziskanerkonvent im Zuge der Säkularisation am Beginn des 19. Jahrhunderts von der Auflösung bedroht war, gelang es den Ordensbrüdern, die Seelsorge der Wallfahrer weiterhin zu gewährleisten. Erst 1826 gelang es durch ein Regierungsdekret des bayerischen Königs Ludwig I., das Kloster dauerhaft zu erhalten; es gehörte jetzt zur Bayerischen Franziskanerprovinz Bavaria. Im 19. und 20. Jahrhundert nahm man mehrere Renovierungen an der Kirche vor. So erneuerte man 1955 bis 1958 und 1975 das Kircheninnere. Die letzte Außenrestaurierung fand 1982 bis 1985 statt. Im Jahr 2017 wurde das Franziskanerkloster von der 2010 durch Fusion der Ordensprovinzen in Deutschland entstandenen Deutschen Franziskanerprovinz wegen Personalmangels aufgelöst. Die Kirche wird fortan vom Dettelbacher Stadtpfarrer betreut.

## Architektur
Die Kirche präsentiert sich heute als kreuzförmiger Bau mit Vierung und Querhaus. Ältestes Bauteil ist der aus der Vorgängerkirche übernommene Chor. Im Inneren prägen gotische Rippengewölbe das Langhaus, die Fenster sind mit reich verziertem Maßwerk gearbeitet. Die Kirche besitzt einen kleinen Glockenturm, der im Norden des Chores angebaut wurde. Daneben besteht ein Dachreiter auf dem Langhausdach nahe der Vierung. Besondere kunsthistorische Bedeutung besitzt das im Westen angebrachte Hauptportal der Kirche, das 1612/1613 an das Langhaus angebaut wurde.

### Baukörper
Die Wallfahrtskirche hat eine Länge von 48 Metern. Der ältere Chor wurde um ein Zwischenjoch erweitert. Daran wurde ein breites Querhaus angebaut. Auf der Südseite, die in Richtung des Maintales ausgerichtet ist, wurde ein prächtiger Giebel angebracht. Das Langhaus besitzt drei Joche und wird durch mehrere Strebepfeiler gegliedert. Auf der Westseite ist ein weiterer Giebel errichtet worden, der mit Beschlagwerk verziert ist. Darunter erhebt sich das Hauptportal von Michael Kern.

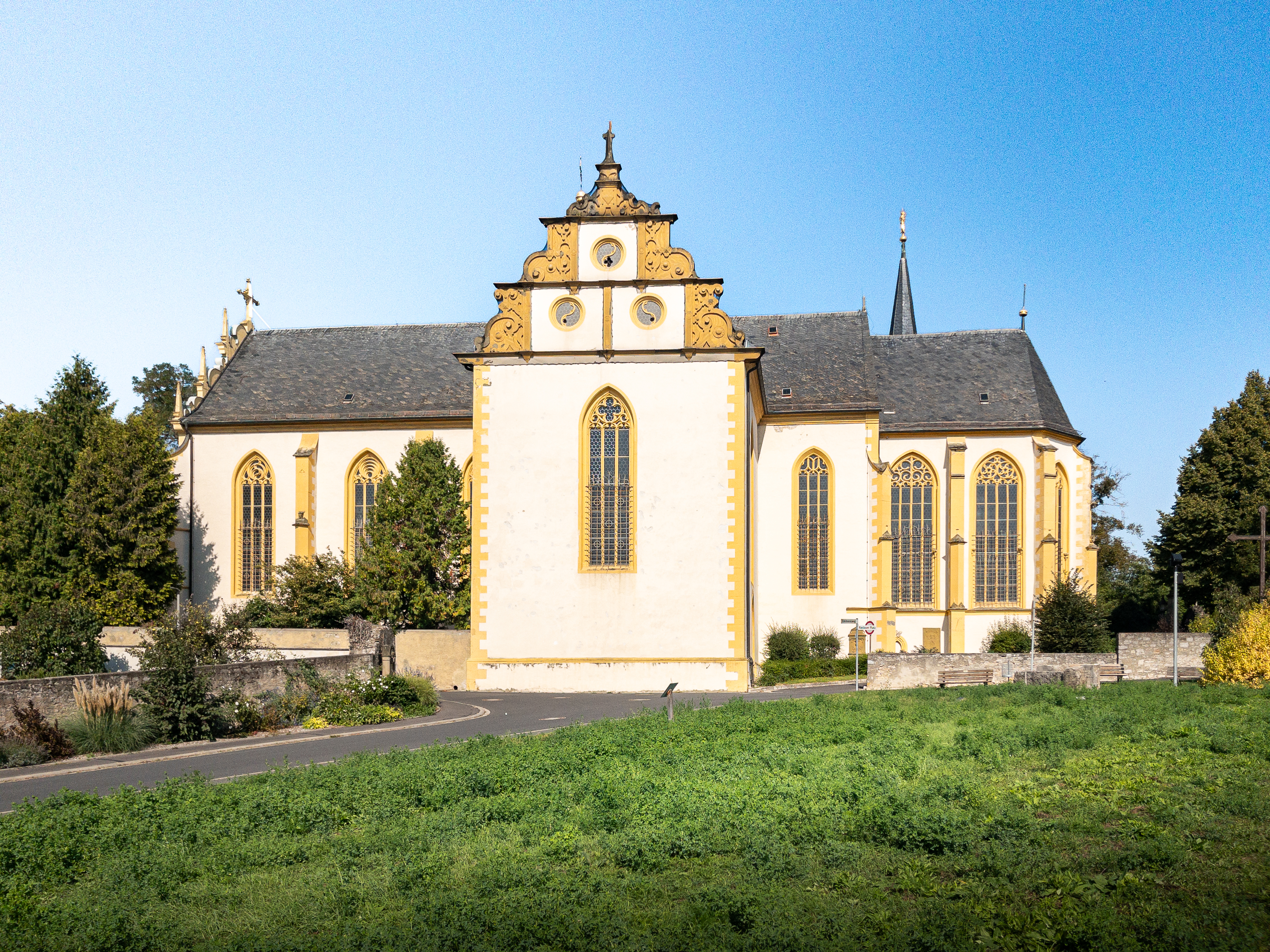
Die Wallfahrtskirche in der Seitenansicht

Der Chor aus dem 16. Jahrhundert besteht aus zwei Jochen und schließt mit einem ⅜-Chor ab. An der westlichen Seite des Chores brachte man die Sakristei an. Oberhalb der Sakristei erhebt sich der niedrige Glockenturm mit vier Geschossen. Der Chor weist eine doppelte Kehlung auf, die auch die Strebepfeiler umläuft. Die Fenster des Chores sind dreibahnig und schließen mit nachgotischem Maßwerk ab. Das Zwischenjoch auf der Südseite besitzt die gleichen Fenster, wobei das Maßwerk jedes einzelnen Fensters sich unterscheidet.
Dagegen wurden die Fenster der Südseite vierbahnig gestaltet. Das Maßwerk wird allerdings fortgesetzt. Hier wurde insbesondere die Gewändekehlung ebenfalls verziert, sodass hier ornamentierte Sockel und skulptierte Konsolen zu finden sind. Das Skulpturenprogramm ist unklar, weil sich die Figuren nicht mehr erhalten haben. Die Laubwerkkapitelle mit phantastischen Tiergestalten sind stark verwittert. Die Unheimlichkeit der Kapitelle führte in der Dettelbacher Bevölkerung zu Sagen und Erzählungen. So sollen sie auf Todesfälle während des Baus hinweisen, deren Gesichter hier verewigt sind.
Die Kirche besitzt drei Giebel. Am Nordquerhaus wurde der einfachste dieser Giebel angebracht. Er wird vom Klostergebäude nahezu verdeckt und wurde zweizonig errichtet. Der halbkreisförmige Abschluss trägt Blendmaßwerk und schließt mit einem Steinkreuz ab. Der Südgiebel ist wesentlich aufwendiger. Hier wurden Lisenen angebracht, die mit den horizontalen Gesimsen verkröpft sind. Als Verzierung brachte man Beschlag- und Rollwerk an. Der Westgiebel wurde an den Südgiebel angelehnt. Die Zierfelder sind aber reicher gestaltet. Hier wurde auch feineres Maßwerk angebracht.
Im Inneren wird das ältere Chorgewölbe mit den überkreuzten Rippen im Langhaus weitergeführt. Im Chor zieht sich das Gewölbe bis tief die Wände herunter. Das Langhausgewölbe ist dagegen mit deutlich schmaleren Rippen ausgestattet. Dabei unterscheiden sich die Rippen des Vierungsgewölbes von denen des Zwischenjochs und des eigentlichen Langhauses wiederum untereinander. Besonders reich gegliedert ist das Vierungsgewölbe. Es bildet insgesamt acht Gewölbezwickel, die in Richtung Wand in genasten Kreisbogen enden.

### Westportal

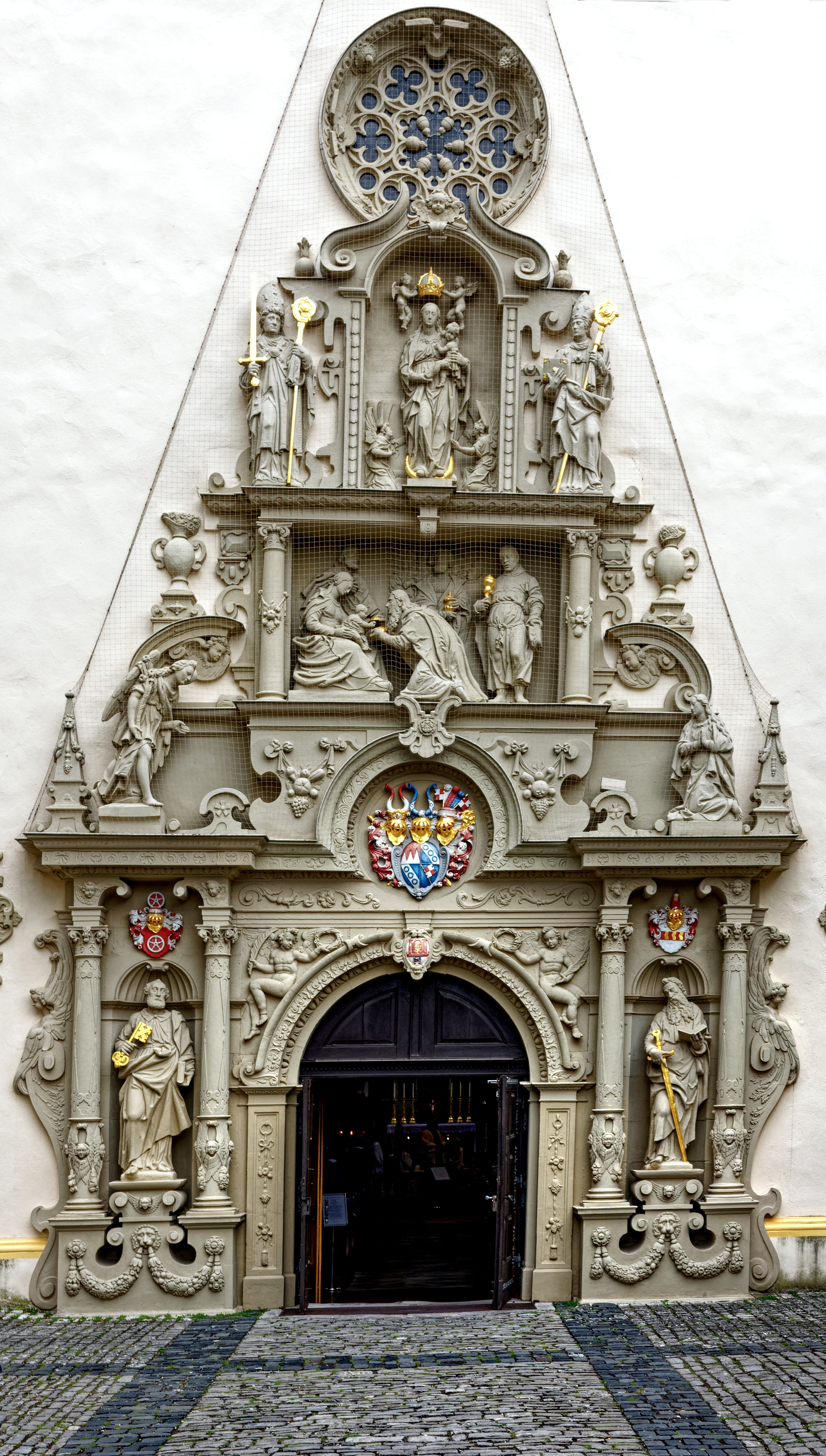
Das Westportal der Wallfahrtskirche

Das Westportal bildet den Auftakt der Wallfahrtskirche. Von hier aus betreten die meisten Pilgergruppen das Gotteshaus. Bereits im Sommer 1612 wurde mit dem Baumeister Peter Meurer ein Vertrag über die Errichtung des Portals vereinbart. Die Steine wurden aus einem Bibergauer Steinbruch herbeigeschafft. Meurer hatte im September 1612 bereits mit der Arbeit begonnen, als der Bildhauer Michael Kern dem Fürstbischof ein aufwendigeres Portal versprach. Kern arbeitete bis Ende 1612 an den Figuren. Nach einer kurzen Winterruhe war das Portal bis in die letzte Aprilwoche des Jahrs 1613 fertiggestellt. Statt den ursprünglich vereinbarten 900 Gulden erhielt Kern allerdings nur 210 Gulden zugesprochen, weil Meurer und seine Mannschaft bereits große Teile der Arbeit erledigt hatten.
Das Portal besteht aus vier übereinander stehenden Ebenen. Charakteristisch ist die enge Verbindung zwischen Scheinarchitekturelementen mit Schmuckformen und den Skulpturen. Die unterste Ebene wird von den beiden Aposteln Petrus (links) und Paulus (rechts) beherrscht und besitzt einen viersäuligen Aufbau, der an einen Altar erinnert. Als Schlussstein erhielt das Portal hier das von Engeln gerahmte Dettelbacher Stadtwappen. Es wird allerdings vom deutlich größeren Echter-Wappen überragt.
Darüber erhebt sich ein gesprengtes Gesims auf dem der Erzengel Gabriel (links) der knienden Maria (rechts) die Frohe Botschaft überbringt. Eine rechteckige, säulengerahmte Nische darüber zeigt die Anbetung der Weisen. Die Szenerie wurde einem Kupferstich des Niederländers Hendrick Goltzius entlehnt.  Den Abschluss bildet eine Statue der Mondsichelmadonna mit dem Kind. Sie wird vom heiligen Kilian (rechts) und dem heiliggesprochenen Würzburger Bischof Burkard (links) eingerahmt. Darüber erkennt man ein Rundfenster mit Maßwerk.
Der eigentliche Portalaufbau wird von zwei Inschriftenkartuschen begleitet, die als eine Geschichte der Wallfahrt identifiziert werden können. Rechts wurde eine lateinische Inschrift angebracht, die auf den Beginn der Wallfahrt im 16. Jahrhundert hinweist. Links erkennt man eine volkssprachige Inschrift, die an  den Neubau des Gotteshauses durch Julius Echter von Mespelbrunn erinnert. Portal und Inschriften sind in der kunsthistorischen Würdigung vielfach als Stilmischung aus nachgotischen und Renaissance-Elementen angesprochen worden.

## Ausstattung

### Vesperbild
Das Dettelbacher Vesperbild stammt aus der Zeit um 1500. Es wurde aus Holz geschnitzt und ist 42 Zentimeter hoch, wobei dem Bild eine Krone nachträglich aufgesetzt wurde. Im Jahr 1701 ließ Fürstbischof Johann Philipp von Greiffenclau zu Vollraths die Skulptur mit einem kleinen Thron umfassen. Das Bildwerk ist von den Arbeiten Tilman Riemenschneiders inspiriert, wobei der unbekannte Künstler nicht der Werkstatt oder seinem Umfeld entstammte. Allerdings führte die zu Beginn des 16. Jahrhunderts einsetzende Verehrung der Dettelbacher Madonna dazu, dass die Werkstatt Riemenschneiders sogenannte Devotionalkopien der Figur herstellte.
Das Dettelbacher Vesperbild prägte dadurch einen eigenen Typus. So entstand im Umfeld der Dettelbacher Muttergottes die Pietà in der Großlangheimer Jakobuskirche. Das Vesperbild erlebte eine Karriere in Form von Kopien, die noch heute über ganz Franken verbreitet sind. Darunter sind Bildstöcke und Gemälde, aber auch Skulpturen. Besonders viele solcher Objekte sind im Dettelbacher Museum „Pilger & Wallfahrer“ versammelt. Es entstand 2008 und präsentiert die Darstellung der Wallfahrt im Kunstwerken verschiedener Jahrhunderte.

### Gnadenaltar

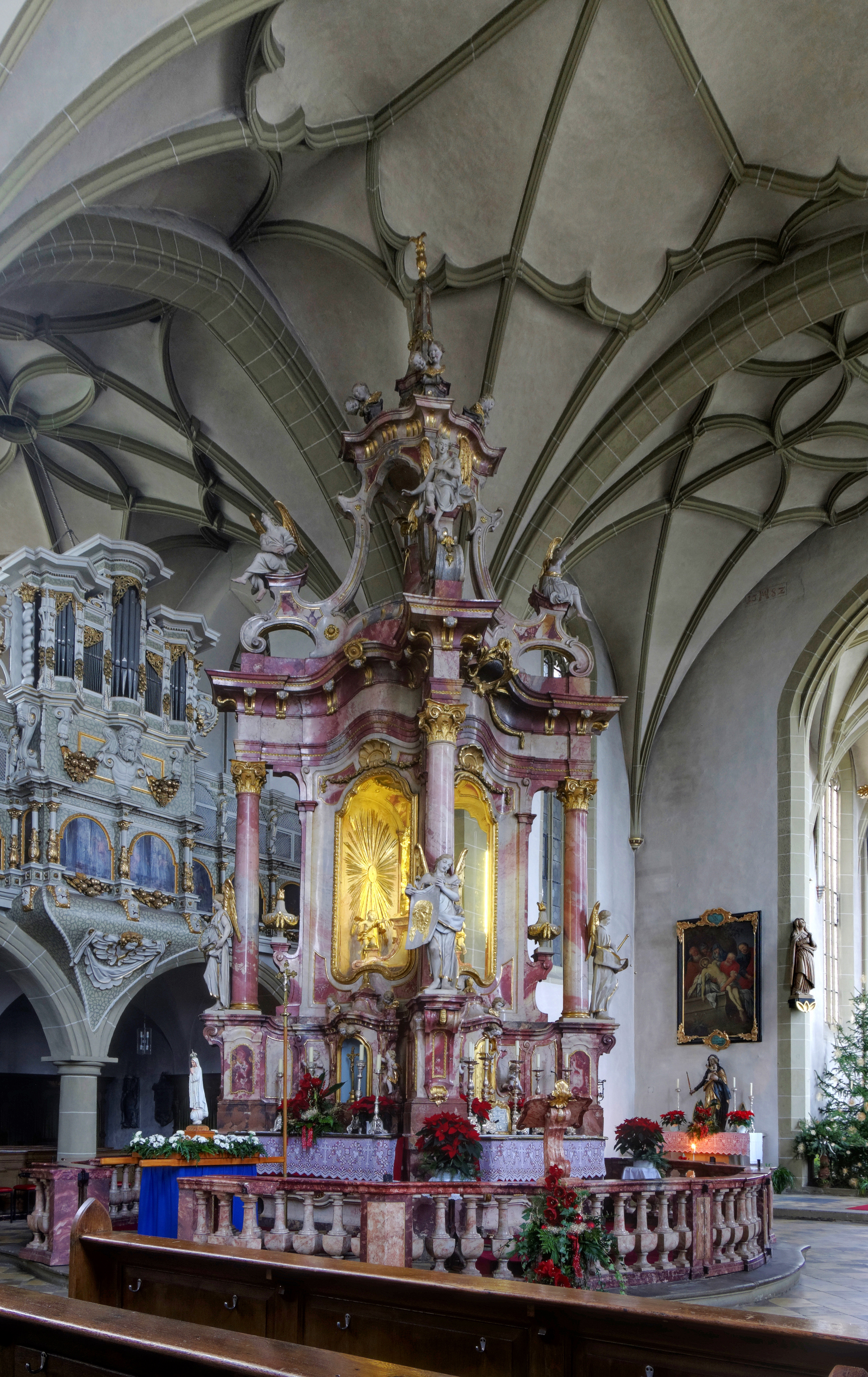
Der Gnadenaltar in der Vierung

Der Gnadenaltar mit dem wundertätigen Muttergottesbild bildet den Mittelpunkt des Kirchenbaus und wurde an den gleichnamigen Aufbau in der Basilika Vierzehnheiligen angelehnt. Der heutige Altar von 1778/1779 steht etwas nach Norden versetzt, sodass der Blick in den Chor frei ist. In den ersten Gnadenaltar des 16. Jahrhunderts wurde der Bildstock im Ganzen integriert, sodass ein Provisorium entstand. Den zweiten Gnadenaltar schuf zwischen 1606 und 1613 Michael Kern. Obwohl über diesen zweiten Gnadenaltar nur wenige Informationen vorliegen, könnte der Aufbau im dritten Altar aufgegriffen worden sein.
In der Zeit nach dem Dreißigjährigen Krieg wollte der Würzburger Fürstbischof Johann Gottfried von Guttenberg einen barocken Gnadenaltar in der Wallfahrtskirche etablieren. Den Antrag an den Fürstbischof stellte jedoch der Wallfahrtspfleger, der Zustimmung erhielt, einige wertvolle Gegenstände aus der Kirche zu veräußern. Von den Erlösen schaffte man den neuen Gnadenaltar an. Bereits 1690 war der dritte Altar fertiggestellt. Er wurde am 14. Mai 1691 vom damaligen Würzburger Weihbischof Stephan Weinberger geweiht. Der Altar mit den verdrehten Säulen erinnerte an das Pendant im Petersdom in Rom.
Der veränderte Zeitgeschmack spielte auch bei der Errichtung des heutigen, vierten Gnadenaltars eine Rolle. Er geht auf die Initiative des Würzburger Fürstbischofs Adam Friedrich von Seinsheim zurück. Eventuell war auch der Weihbischof Daniel Johann Anton von Gebsattel daran beteiligt, der sich seit seinem Amtsantritt immer wieder zu Exerzitien in Dettelbach aufhielt. Am 11. November 1778 wurde das Gnadenbild aus dem alten Altar entnommen, einen Tag später begann der Abbruch des alten Altars. Der Nachfolger wurde am 21. November 1779 fertiggestellt.
Der Stuckmarmoraltar wird nach kunsthistorischer Einschätzung Augustino Bossi zugeschrieben. Wahrscheinlich arbeitete er zusammen mit seinem Bruder Materno in deren Würzburger Werkstatt daran. Am vierseitigen Altar, der als Rokokoarbeit bereits auch klassizistische Elemente aufweist, konnten mehrere Messen gleichzeitig gelesen werden. Der Altar wird von vier Säulen eingerahmt, an deren Ecken jeweils ein Engel mit den Leidenswerkzeugen Jesu steht. Das Gnadenbild in einem Glasschrein wurde nach Süden ausgerichtet. Darüber erhebt sich ein Baldachin mit einem goldenen Hahn im Zentrum.

### Wurzel-Jesse-Kanzel
Die Kanzel kam im Jahr 1626 in die Kirche. Zuvor hatte hier ein Provisorium gehangen. Die Arbeit, ebenfalls von Michael Kern, misst etwa 7,20 Meter und steht an der Südostecke der Vierung. Die Kanzel wurde noch im gleichen Jahr mit einem schmiedeeisernen Gitter umgeben, sodass die Wallfahrer ihre Fahnen nicht an der Kanzel anlehnen konnten. Die Einzelteile der Kanzel wurden in der Kern'schen Werkstatt in Forchtenberg geschaffen und dann mit Fuhrwerken nach Dettelbach gefahren. Insgesamt wurden Kern für seine Arbeit 1.087 Gulden gezahlt.
Das Werk wurde aus Alabaster geschaffen, mit dem die feinen Figuren leichter gearbeitet werden konnten. Statt einer Säule brachte Kern unterhalb des Korpus die Figur des Jesse als Vater des Königs David und Stammvater Jesu an. Aus seiner Brust wächst ein Ast der sich in Richtung des Korpus weiter verzweigt. Die Äste enden schließlich in den Halbfiguren der Familie Jesu. In fünf Nischen zwischen den Halbfiguren brachte man die Evangelisten an. Der Stammbaum wird auf der Rückwand weitergeführt und leitet zum Schalldeckel über. Die Ranke endet in einer Figur der Muttergottes mit dem Jesukind. Die Treppe wurde mit Halbreliefs der vier lateinischen Kirchenväter verziert.

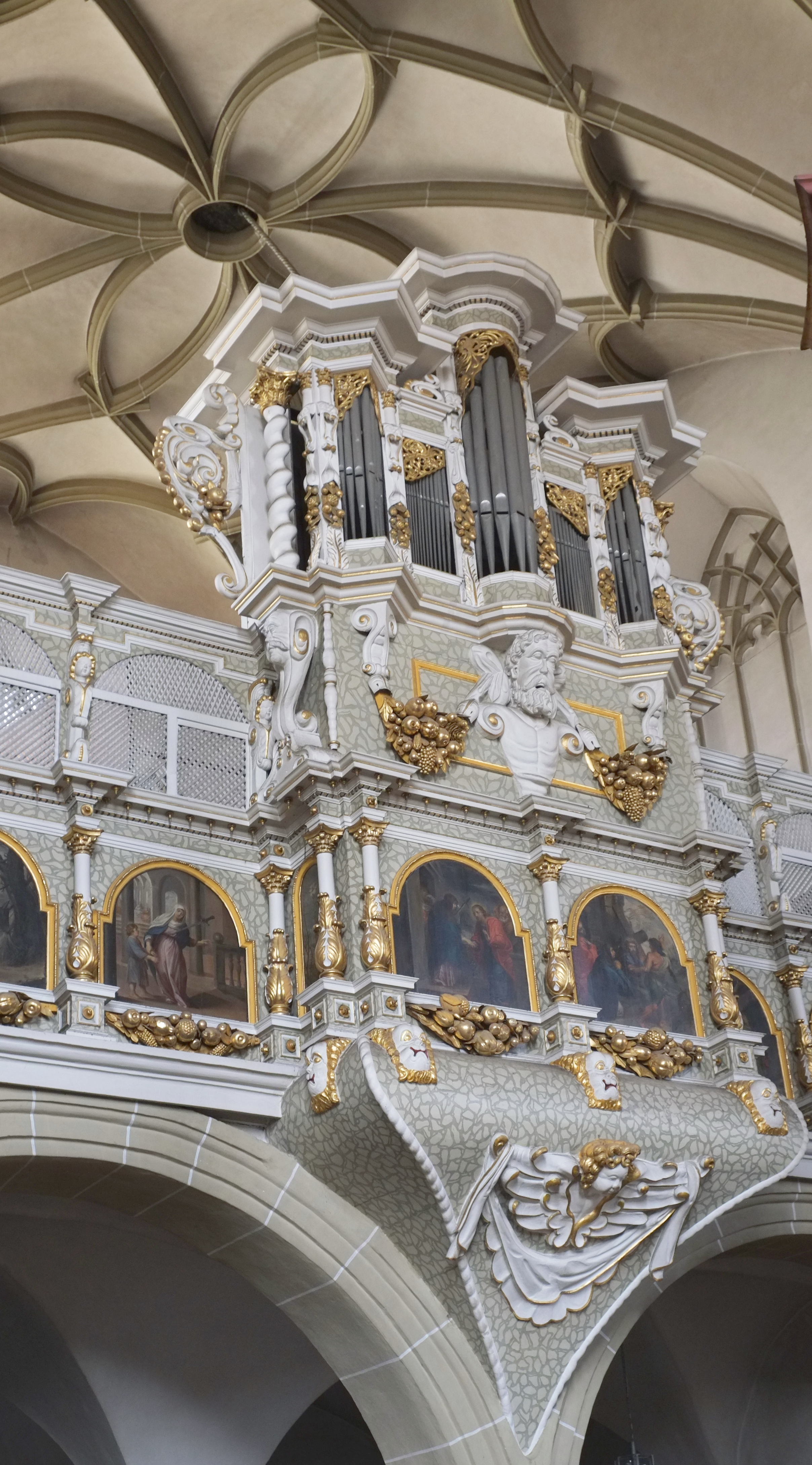
Orgel

### Orgel und Mönchsempore
Die Orgel der Wallfahrtskirche wurde nicht im Westteil des Gotteshauses angebracht, sondern thront nördlich des Gnadenaltars in einem Querhausarm. Im Jahr 1659 entstand der sogenannte Betchor für die Franziskaner des angrenzenden Klosters, der durch einen Gang mit der Kirche verbunden ist. Hierzu überwölbte man den nördlichen Querhausarm mit einer Balustrade, die von mehreren Rechtecksäulen getragen wird. Die Mönchsempore weist reiche frühbarocke Verzierungen aus Holz auf. Insbesondere die goldenen Fruchtgehänge fallen ins Auge.
Den Übergang zwischen Mönchsempore und Kirchenschiff bildet ein hochgezogenes Geländer, das von acht Darstellungen eingenommen wird. Gezeigt werden die Schmerzen Mariä: Maria im Tempel, die Flucht nach Ägypten, Jesus im Tempel, Abschied Jesu von Maria, Maria auf dem Kreuzweg, Maria unter dem Kreuz, die Pietà und die Grablegung. 
Die Brüstungsorgel wurde im Jahr 1659 eingebaut. Der barocke Prospekt aus dem 17. Jahrhundert ist erhalten. Das Werk des Instruments wurde 1957 von Weiß, Gustav & Söhne, Zellingen erneuert. Es verfügt über 28 Register auf zwei Manualen und Pedal. Die Disposition lautet:
| I Hauptwerk C–g3 |       |
| Bordun           | 16′   |
| Principal        | 8′    |
| Weidenpfeife     | 8′    |
| Gedeckt          | 8′    |
| Octave           | 4′    |
| Flöte            | 4′    |
| Nasat            | 2 ⁄3′ |
| Octave           | 2′    |
| Mixtur V         | 1 ⁄3′ |
| Trompete         | 8′    |

| II Schwellwerk C–g3 |       |
| Principal           | 8′    |
| Harmonieflöte       | 8′    |
| Zartgeige           | 8′    |
| Sing. Principal     | 4′    |
| Rohrflöte           | 4′    |
| Nachthorn           | 4′    |
| Sifflöte            | 1 ⁄3′ |
| Mixtur V            | 1 ⁄3′ |
| Trichterregal       | 8′    |
| Kopftrompete        | 4′    |

| Pedal C–f1    |       |
| Subbaß        | 16′   |
| Principalbaß  | 16′   |
| Zartbaß       | 16′   |
| Octavbaß      | 8′    |
| Gedecktbaß    | 8′    |
| Choralbaß     | 4′    |
| Hintersatz IV | 2 ⁄3′ |
| Posaune       | 16′   |

- Bemerkungen: Kegellade, elektropneumatische Spiel- und Registertraktur.

### Weitere Ausstattung

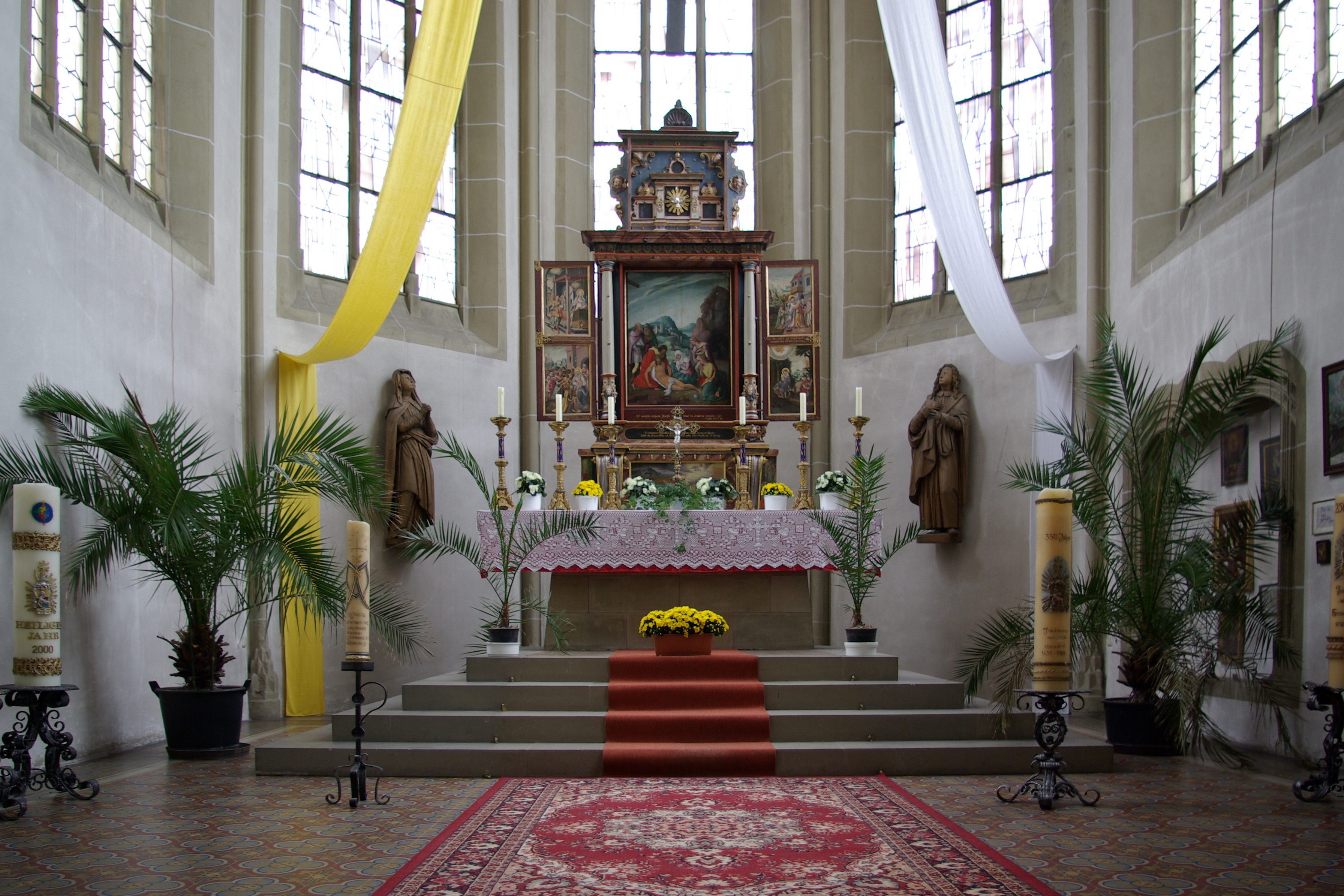
Flügelaltar im Chor mit den Assistenzfiguren des Kruzifixes

Der Altarraum im alten Chor wird von einem Flügelaltar des 16. Jahrhunderts dominiert. Die ursprünglich frühbarocken Altäre wurden 1892 bzw. 1897 entfernt, um neugotische Stücke im Chor aufzustellen. 1956 bis 1958 machte man diese Umgestaltung rückgängig. Nun fand der heutige Altar hier Aufstellung. Er wird von zwei Säulen gerahmt, die Flügel beherbergen jeweils zwei übereinandergestellte Szenen aus dem Marienleben. Das Zentrum bildet die Kreuzabnahme, die in der Mitte des 18. Jahrhunderts eingesetzt wurde. Statt eines Auszugs brachte man als Abschluss mehrere reich verzierte Inschriftentafeln an.
Das älteste Originalobjekt ist das Chorkruzifix von Tilman Riemenschneider oder seiner Werkstatt. Es wird von zwei Assistenzfiguren gerahmt, die ebenfalls im gleichen Umfeld entstanden. Im Chor beginnt außerdem ein Kreuzweg, dessen große Gemälde aus dem Jahr 1764 sich über das gesamte Kirchenschiff verteilen. Sie wurden von Ernst Schwab gemalt und werden in Rokokorahmen präsentiert, die 1977 renoviert wurden. Zwei weitere Gemälde erinnern an die jahrhundertelange franziskanische Betreuung der Wallfahrer: Neben dem Eingang der Sakristei hat sich eine Darstellung des Franziskus erhalten. Im Chor ist ein Gemälde Der heilige Antonius als Lehrer des Evangeliums zu sehen. Es handelt sich um eine Kopie des Werks von Benozzo Gozzoli.
Das Langhaus weist weniger kunsthistorisch bedeutsame Objekte auf. Über dem Westeingang hängt das erste Hochaltarblatt aus der Zeit um 1690. Es zeigt die Verkündigung Mariens und entstammt der Florentiner Schule. Außerdem haben sich mehrere Mirakelbilder des 17. Jahrhunderts im Langhaus erhalten. Sie wurden von einem unbekannten Künstler in naiver Malweise gearbeitet. Im Kircheninneren sind mehrere Epitaphien zu entdecken. Aus dem Jahr 1582 stammt der Stein für Mathäus Rümmel und seine Frau geb. Wölffin. Erhardt Weinburett († 1572) ließ seiner Familie im Querschiff ein Grabmal errichten. Weitere Stücke entstammen dem 18. Jahrhundert.
Im kleinen Dachreiter hängen zwei Bronzeglocken, die nach dem Zweiten Weltkrieg im Jahr 1949 von der Glockengießerei Mabilon gegossen wurden und auf fis² und a² gestimmt sind. Der Glockenturm am  Hochchor besitzt zwar einen Glockenstuhl, in dem früher drei Glocken hingen, dieser ist aber derzeit leer.

## Wallfahrt

### Wallfahrtsliteratur

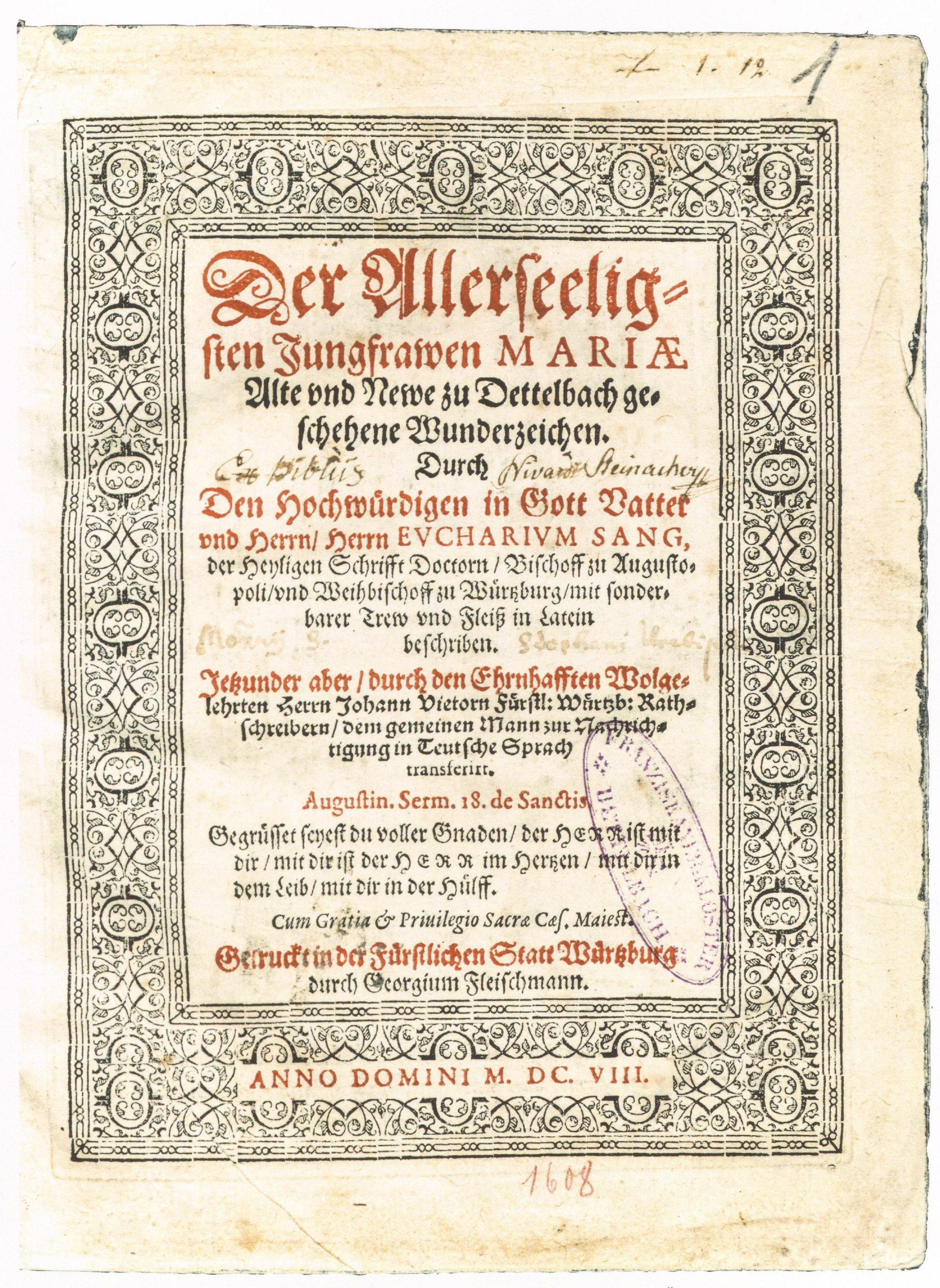
Titel der 1608 erschienenen Übersetzung von Sangs Mirakelbuch

Die Wallfahrt wurde durch das Heilungswunder des Nikolaus Lemmerer im Jahr 1505 ausgelöst. Bald entwickelte sich um den wundertätigen Bildstock am Dettelbacher Ortsrand ein großer Zulauf. Eine Inschrift an der Kirche verweist auf den bald darauf begonnenen Kapellenbau. Sie lautet: „Anno domini mccccvii in den oster feyertagen hat diese wallfaht ein anfangk genomenn“. Lemmerer folgten viele Pilger nach, die sich ebenfalls Heilung von chronischen Krankheiten und Wunden erwarteten.
Mehrere Chronisten begannen bald, die Wunder am Bildstock aufzuschreiben. Johannes Trithemius, der spätere Abt des Würzburger Schottenklosters, bot 1510, nach einem Besuch der Dettelbacher Wallfahrtskapelle dem Stadtrat an, die Mirakel niederzuschreiben. Trithemius legte in seiner Schrift „De miraculis Beatissimae Mariae semper Virginis in Ecclesia nova prope Dettelbach in arena nuper in eius honorem constructa factis…“ insgesamt 60 frühe Wunder nieder. Ihm ist auch zu verdanken, dass die Kirche nach ihrem Standort in der Flurlage „im Sand“ (lat. in arena) bezeichnet wurde.
Während der Reformationszeit kamen immer weniger Pilger nach Dettelbach. Dies lag insbesondere auch daran, dass in Dettelbach selbst kaum noch katholischer Gottesdienst gefeiert wurde. Erst die gegenreformatorischen Bemühungen des Julius Echter, die schließlich auch zum Bau der heutigen Kirche führten, belebten die Wallfahrt wieder. Die Förderung wurde auch publikatorisch begleitet. Der Weihbischof in Würzburg, Eucharius Sang, schrieb 1607 sein Dettelbacher Mirakelbuch. Das Werk ergänzt 13 neue Wunder aus der Zeit um 1600 und wurde bereits 1608 ins Deutsche übersetzt. → siehe auch: Mirakelbuch von Dettelbach
Sangs Publikation wurde wenige Jahre später vom Dettelbacher Franziskaner Chrysostomus Beitmiller fortgeschrieben. Sein „Brunnquell Mariae Dettelbach…“ behandelt die Zeit des Kirchenbaus und ergänzt wiederum einige Wunder. Ganz anders ging der Stadtschwarzacher Pfarrer Sigismund Wermerskircher vor, der 1602 ein Lobpreis der Marienwallfahrt nach Dettelbach in 464 Hexametern verfasste. Er verband sein Werk mit einer ausführlichen Beschreibung der Stadt Dettelbach und ihres Umfeldes.
Das Würzburger Gesangbuch „Alte und Newe Geistliche Catholische außerlesene Gesäng“ von 1630 enthält ein Lied vom Gnadenbild der Schmerzhaften Muttergottes von Dettelbach. Auch weitere Gesangbücher greifen die Verehrung der Dettelbacher Muttergottes auf.

### Vor Ort

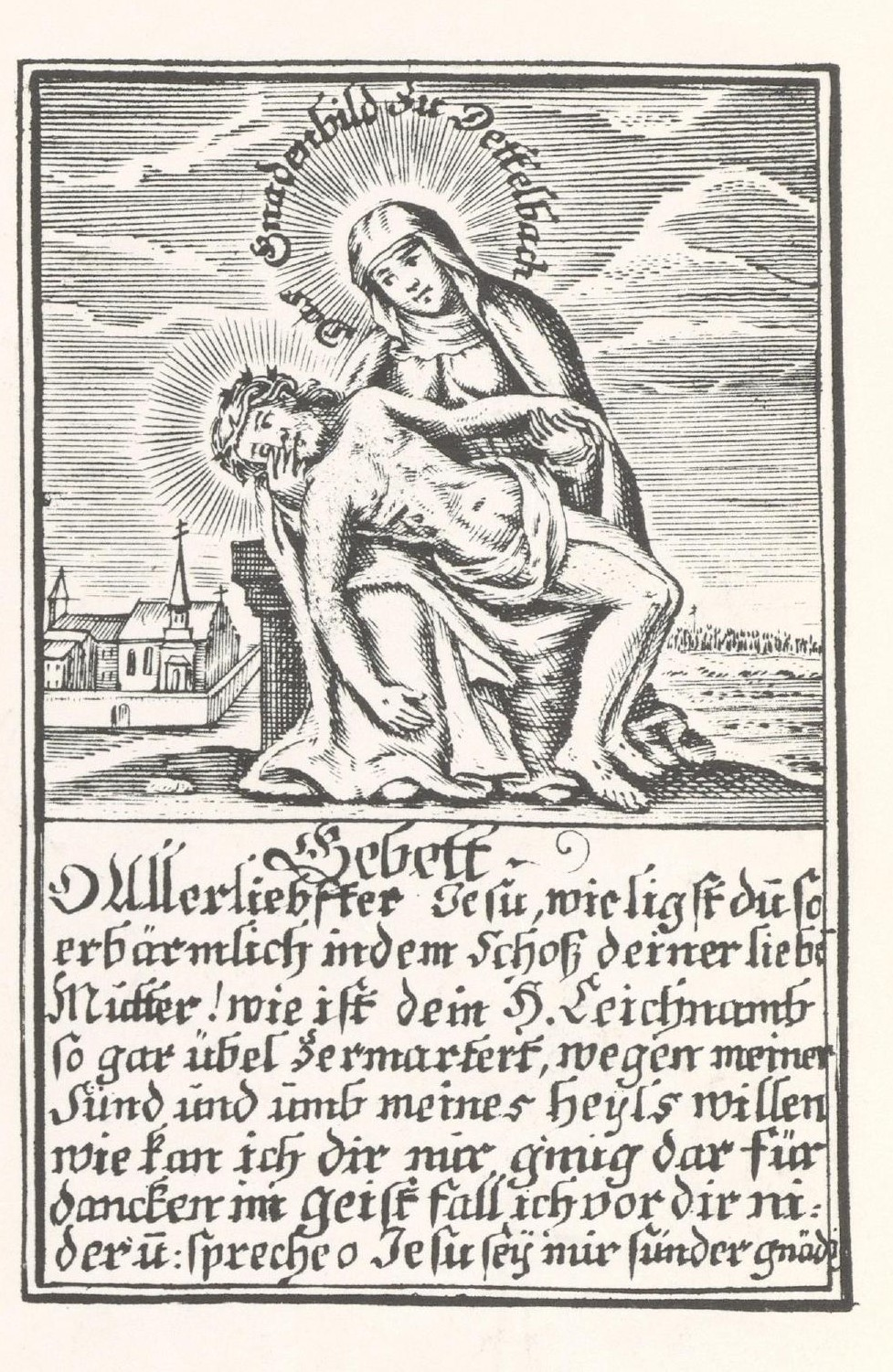
Dettelbacher Wallfahrtsbildchen des 18. Jhs.

Die Wallfahrt fand aber nicht nur in diesen gelehrten Büchern ihren Niederschlag. Sie ist auch bis heute in vielen Devotionalien überliefert, die die Pilger nach Dettelbach mitbrachten und die von Heilungen vor Ort zeugen. Mindestens 20 Pfarreien im Umkreis von Dettelbach zogen bereits im 16. Jahrhundert zur Kirche Maria im Sand. Zu diesem frühen Zeitpunkt kamen die Menschen vor allem aus dem Raum zwischen Gerolzhofen und Schweinfurt nach Dettelbach. Der Dreißigjährige Krieg führte zu einem Anwachsen von Bittprozessionen zur Kirche. So wallten auch Menschen aus Miltenberg, Großheubach, Rottendorf und Bad Orb hierher.
Dem Einfluss der Wallfahrt ist auch der wirtschaftliche Aufschwung Dettelbachs nach dem Dreißigjährigen Krieg maßgeblich zu verdanken. Vor Ort entstand das Gewerbe der Wachszieher, die Kerzen für die Pilger herstellen mussten. Die Muttergottes von Dettelbach soll während der Schlacht um Würzburg 1796 erschienen sein. Sie sei den Truppen des österreichischen Erzherzogs gegen die Franzosen beigestanden. Nichtsdestotrotz verbot man nach 1804 alle öffentlichen Prozessionen im nun zu Bayern gehörenden Dettelbach.
Erst nach 1871 erlebten sogenannte Veteranenfahrten größeren Zulauf. Für Dettelbach sind 1905 5.000 Kriegsveteranen aus dem Deutsch-Französischen Krieg nachzuweisen. Das bayerische Königshaus ließ Dettelbach zu einem Nationalheiligtum für ganz Nordbayern ausbauen. 1892 besuchte Prinz Ludwig die Wallfahrtskirche. Um die Kirche entwickelten sich in diesen Jahren größere Verkaufsstände, wo Wachsfiguren und Rosenkränze angeboten wurden. Aus dem Honig, der für das Kerzenwachs gewonnen wurde, machte man Muskatzinen, bei denen es sich um eine typische Wallfahrt-Spezialität handelt. → siehe auch: Muskazine
Während der nationalsozialistischen Diktatur gingen die Machthaber gegen die Prozessionen vor, es gelang jedoch nicht die Wallfahrten zu verhindern. 1947 besuchten bereits wieder über 90 Wallfahrten Dettelbach. 1951 waren es schon über 100 Wallfahrten. Im Jahr 2005 wurden die Wallfahrten nach Dettelbach letztmals systematisch erfasst. Damals zogen insgesamt 78 Personengruppen regelmäßig zur Kirche Maria im Sand. Der ganz überwiegende Teil bilden Gemeindewallfahrten. Dabei laufen vor allem Orte aus dem Maindreieck Dettelbach an. Gruppen aus Bad Orb in Hessen, Walldürn in Baden-Württemberg und Herzogenaurach in Mittelfranken legen die längsten Strecken zurück.
2022 verstarb unerwartet der beliebte Wallfahrtseelsorger Pfarrer Uwe Hartmann, der die Live-Übertragung der samstäglichen Pilgemesse im Fernsehsender K-TV initiierte. Er wurde auf dem Friedhof neben der Kirche im Priestergrab bestattet.
Seit September 2024 ist Pfarrer Nicolas Kehl neuer Stadtpfarrer und Wallfahrtsrektor in Dettelbach.